# Кабильдо (Новый Орлеан)
Кабильдо (англ. The Cabildo, New Orleans от исп. Cabildo — ратуша) — бывшая резиденция испанской колониальной мэрии (ратуша) в городе Новый Орлеан (штат Луизиана).

## Описание
Здание ратуши расположено на площади Джексона, рядом с собором Святого Людовика. Оно было построено в 1788 году и перестроено в 1795—1799 годах. В конце 1803 года в здании прошла церемония Луизианской покупки. С 1911 года бывшая городская ратуша является музеем штата Луизиана «Кабильдо», экспозиция которого посвящена истории региона. Здание было сильно поврежден пожаром 11 мая 1988 года, и, после шестилетней реставрации, вновь открыто для публики в 1994 году.